# Gonzalo Soriano Simó
Gonzalo Soriano Simó   (Alacant, 14 de març de 1913 - Madrid, 14 d'abril de 1972) va ser un pianista espanyol conegut internacionalment.

## Biografia
Va néixer a Alacant i va començar a estudiar música a molt primerenca edat, per a concentrar-se posteriorment en la tècnica pianística. Va acabar els seus estudis en el Real Conservatori de Madrid en 1929, obtenint el premi fi de carrera, per a continuar el seu aprenentatge en piano i composició amb Amzel a Lisboa. Admirador de Manuel de Falla, l'obra de la qual va interpretar en nombroses ocasions, el seu talent va començar a ser reconegut ja al poc temps del seu debut artístic.
La Guerra Civil Espanyola va interrompre la seva carrera i només va ser després de la fi de la segona guerra mundial quan va començar a obtenir una merescuda reputació a Europa com a pianista, impressionant al públic i a la crítica per la seva versatilitat, tècnica i sensibilitat musical.

## Carrera artística
Va començar a fer concerts a Europa en 1947 i va realitzar la seva primera gira pels Estats Units en 1954, obtenint un considerable èxit de crítica i públic.
En 1955 va realitzar la seva primera gira pel llunyà orient i al desembre de 1959 va visitar els països escandinaus, gira que va incloure un concert davant el rei de Suècia, en ocasió del lliurament del Premi Nobel de Medicina al Dr. Severo Ochoa. Soriano va gravar amb els millors intèrprets i directors. Entre altres, va ser dirigit per Argenta, Toldrà, Jordà, Mitrópoulos, Schuricht, Rossi, Goossens, Boult, Markevitch, Martinon, Rosbaud i Frühbeck de Burgos gravant amb aquest últim les Nits als Jardins d'Espanya i el Concert en Re major per a clau, tots dos de Falla (Angel rècords, 36131).
El compositor Xavier Montsalvatge va escriure expressament per a ell la *Sonatine *pour *Yvette, dedicada a la filla del compositor, estrenada per Soriano en 1962 en l'Associació de Concerts de Reus (gravada per *EMI/La Veu del seu Amo, *FALP 874). Altres compositors com Frederic Mompou i Rodolfo Halffter van escriure també obres per a Soriano. Va ser un referent de primera línia del *pianismo a Espanya, a més d'haver actuat amb les orquestres de la BBC, Simfònica de Londres i Filharmònica de Nova York.
El 14 d'abril de 1972, la mort va sorprendre a Gonzalo Soriano en el llit del seu domicili del carrer Reina Victòria, a Madrid. Un infart va acabar de manera fulminant amb la seva vida quan encara estava en procés de producció el seu últim enregistrament, les Dotze danses de Granados (*EMI-Odèon, J 063-10913), una obra per la qual ja havia obtingut el Gran Premi de l’Académie du Disque Française. Soriano va deixar una llarga col·lecció d'interpretacions i enregistraments, entre elles l'obra completa de Falla per a teclat (La veu del seu Amo, 053-00731 i 063-01289). Va ser sobreviscut per la seva mare Consuelo Simó i el seu company sentimental, John *Ross, qui, després de la seva mort, va ingressar en l'orde Benedictí en el Monestir de Sitges. Després de vint anys *Ross va tornar a la seva ciutat natal a Hawaii on va romandre a la ciutat de Fil fins a la seva mort en 2013.